# سييرا مادري الجنوبية
سييرا مادري الجنوبية (بالإسبانية: Sierra Madre del Sur) هي سلسلة جبلية في جنوب المكسيك، تمتد لمسافة 1,000 كليومتر (620 ميل) من جنوب ولاية ميتشواكان شرقاً وعبر ولاية غيريرو، إلى برزخ تيهوانتيبيك في شرق ولاية واهاكا.

## الجغرافيا
أعلى نقطة جبلية يبلغ ارتفاعها 3,703 متر (12,149 قدم) وتقع في الإحداثيات 17°33′N 100°18′W وسط ولاية غيريرو، وهناك طريق رئيسي واحد فقط يعبر هذه السلسلة الجلبية وهو يربط بين مدينة أكابولكو ومدينة مكسيكو.
على الرغم من انفصالها عن الجزء الرئيسي من سلسلة جبال سييرا مادري ديل سور بواسطة وداي منخفض اسمه «ريو بالساس» العميق، إلا أن جبال ميشواكان الجنوبية حول كوالكومان تعتبر عادة جزءاً من سلسلة جبال سييرا مادري ديل سور.

## البيئة
تشتهر هذه السلسلة الجبلية بالتنوع الحيوي العالي جداً والعدد الكبير من الأنواع المتوطنة.
وتحتل غابات الصنوبر والبلوط المنطقة البيئية في سلسلة جبال سييرا مادري ديل سور. المناطق العليا منها. وتُعد هذه الغابات جزءاً من سلسلة من أشجار الصنوبر والبلوط في أمريكا الوسطى التي تمتد من جنوب غرب الولايات المتحدة إلى كوستاريكا على طول سلسلة الجبال الأمريكية.
وتغطي الغابات الجافة الاستوائية الارتفاعات المنخفضة من السلسلة الجبلية، والمنطقة البيئية في المجال الحيوي البيئي للغابات الجافة الاستوائية وشبه الاستوائية. وتحتل غابات غاليسكو الجافة الطرف الغربي من منحدر المحيط الهادئ. وتحتل الغابات الجافة في جنوب المحيط الهادئ معظم منحدر المحيط الهادئ من السلسلة، من ميشواكان في الغرب عبر غيريرو وواهاكا. كما إن حوض نهر بالساس، شمال سييرا، هو موطن لغابات بالساس الجافة.

## أنظر أيضاً
- سلسلة جبال الأم الغربية
- سلسلة جبال الأم الشرقية

## وصلات خارجية
- "Sierra Madre del Sur pine-oak forests". Terrestrial Ecoregions. World Wildlife Fund.
- "Terrestrial Ecoregions -- Sierra Madre del Sur pine-oak forests (NT0309)". 8 مارس 2010. مؤرشف من الأصل في 2010-03-08. اطلع عليه بتاريخ 2017-06-04.{{استشهاد ويب}}:  صيانة الاستشهاد: BOT: original URL status unknown (link)